# Armen Martirosjan (Diplomat)

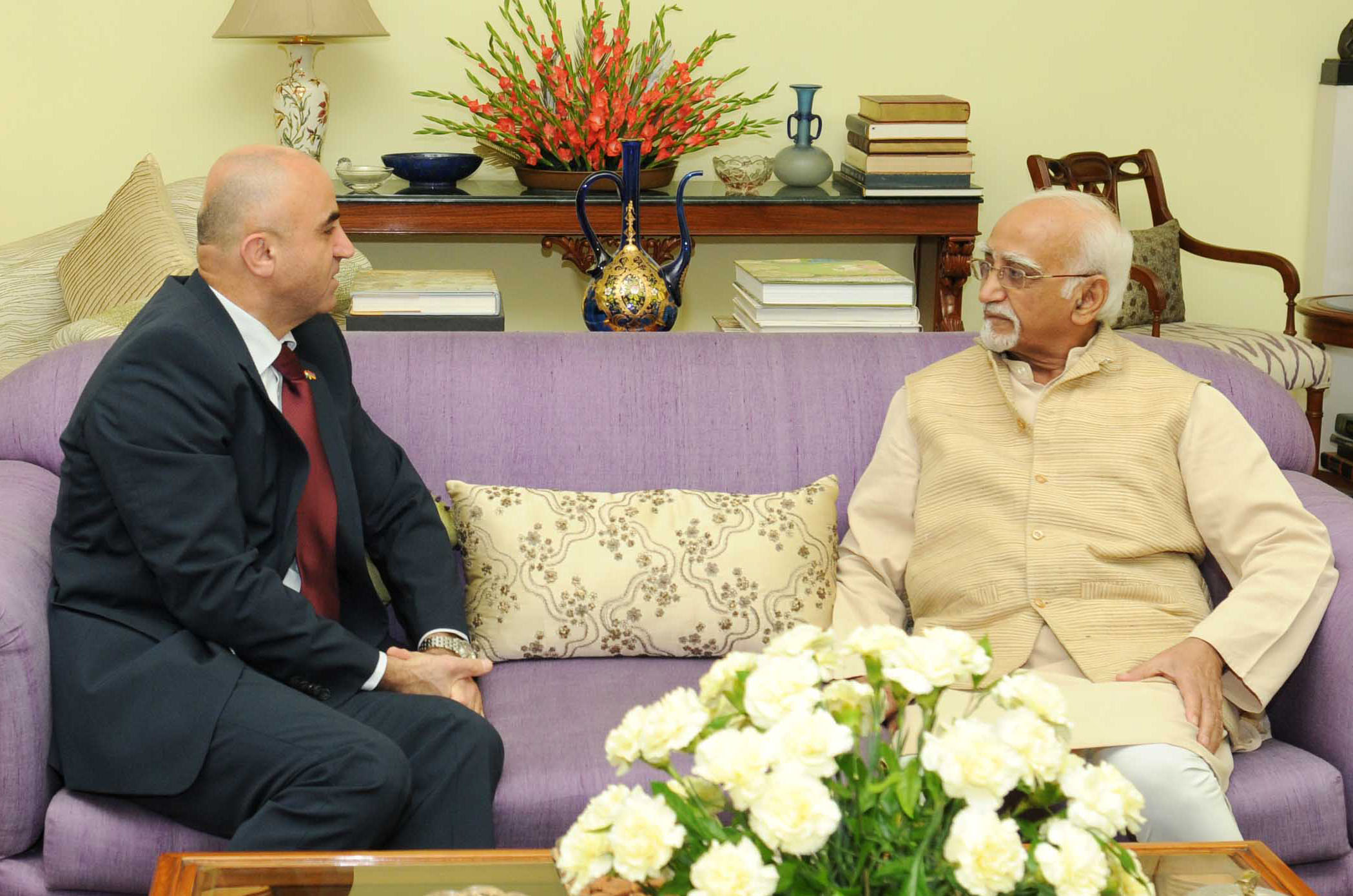
Armen Martirosjan (links), bei einem Treffen mit dem indischen Vizepräsidenten Mohammad Hamid Ansari im Jahr 2015

Armen Martirosjan (armenisch Արմեն Մարտիրոսյան; * 10. Februar 1961 in Jerewan) ist ein armenischer Politiker und Diplomat. 
Er ist nicht zu verwechseln mit einem späteren Abgeordneten der Nationalversammlung gleichen Namens.

## Leben
Am Polytechnischen Institut Jerewan absolvierte er von 1978 bis 1983 eine Ausbildung zum Elektroingenieur. Er arbeitete dann von 1983 bis 1987 als Ingenieur im Bereich Mikroelektronik für das armenische Unternehmen Hrazdanmash. In Hrasdan leitete er von 1987 bis 1990 eine Jugendorganisation in der Armenischen Sozialistischen Sowjetrepublik. Von 1990 bis 1999 gehörte er der Nationalversammlung Armeniens an und war dort Mitglied des Ausschusses für Finanzen und Haushalt. Zugleich war er von 1991 bis 1993 Berater des armenischen Premierministers. 1991 war er an der Gründung einer armenischen landwirtschaftlichen Genossenschaftsbank beteiligt. Er leitete 1992 eine Arbeitsgruppe für die Ausarbeitung eines Abkommens zwischen Armenien und der Europäischen Kommission über technische Hilfe (TACIS).
Von 1993 bis 1996 war er stellvertretender Generaldirektor von Hrazdanmash. Es folgte von 1996 bis 1998 eine Tätigkeit als Vorstandsvorsitzender der Armeconombank. 1998 absolvierte er in Wien Ausbildungskurse beim IWF. 1998 und 1999 war er Leiter der armenischen Delegation bei der Parlamentarischen Versammlung des Europarates.
Von 1999 bis 2003 wirkte er als stellvertretender armenischer Außenminister. Es folgte bis 2009 ein Einsatz als ständiger Vertreter Armeniens bei den Vereinten Nationen. In der Zeit von 2004 bis 2006 erwarb er den Grad eines Masters in öffentlicher Verwaltung an der Columbia University in New York City. 2006 war er Vizepräsident der Wirtschafts- und Sozialkommission der Vereinten Nationen und 2007 Vizepräsident der Generalversammlung der Vereinten Nationen. Im Jahr 2009 hatte er den Vorsitz der Kommission der Vereinten Nationen zur Rechtsstellung der Frau inne. Von 2009 bis 2013 war er Botschafter seines Landes in Deutschland. Nachdem er von 2014 bis 2015 als Berater im Außenministerium eingesetzt war, ging er 2015 als Botschafter nach Indien. 2018 wurde er zugleich zum armenischen Botschafter in Nepal und Sri Lanka ernannt.
Martirosjan ist verheiratet und Vater zweier Söhne. Neben Armenisch spricht er auch Englisch und Russisch.